# Altensalzwedel
Altensalzwedel è una frazione del comune tedesco di Apenburg-Winterfeld, nella Sassonia-Anhalt.

Conta (2006) 376 abitanti.
Altensalzwedel costituì un comune autonomo fino al 1º luglio 2009.